# مانشستر سيتي موسم 2025–26
موسم 2025–26 هو الموسم الـ131 في تاريخ نادي مانشستر سيتي والموسم الـ24 تواليًّا للنادي في الدرجة الأولى من كرة القدم الإنجليزية. بالإضافة إلى الدوري المحلي، يشارك النادي في نسخ هذا الموسم من كأس الاتحاد وكأس الرابطة، وللموسم الخامس عشر على التوالي، دوري أبطال أوروبا.
هذا هو الموسم الأول منذ 2014–15 بدون لاعب خط وسط كيفن دي بروين، الذي غادر النادي بعد انتهاء عقده. يُعد هذا الموسم أيضًا أول موسم منذ موسم 2020–21، حيث لم يدخل النادي موسم الدوري الإنجليزي الممتاز وهو حامل اللقب.